# Chethamova knjižnica
Chethamova knjižnica v Manchestru v Angliji je najstarejša brezplačna javna referenčna knjižnica v angleško govorečem svetu. Chethamova bolnišnica, ki vsebuje tako knjižnico kot Chethamovo glasbeno šolo, je bila ustanovljena leta 1653 po oporoki Humphreyja Chethama (1580–1653) za izobraževanje »sinov poštenih, marljivih in bolečih staršev« in knjižnica za uporabo učenjakov. Knjižnica je v stalni uporabi od leta 1653. Deluje kot neodvisna dobrodelna ustanova.
Knjižnica hrani več kot 100.000 zvezkov tiskanih knjig, od tega jih je 60.000 izšlo pred letom 1851. Vključujejo zbirke tiskanih del 16. in 17. stoletja, periodične publikacije in revije, domoznanske vire, platnice in efemere. Poleg tiskanega gradiva ima knjižnica zbirko več kot 1000 rokopisov, vključno z 41 srednjeveškimi besedili.
Chethamova knjižnica je akreditiran muzej v okviru akreditacijske sheme Arts Council England. Celotne njene zbirke so označene kot zbirka nacionalnega in mednarodnega pomena v okviru sheme označevanja sveta muzejev, knjižnic in arhivov, ki jo zdaj upravlja Arts Council England.
Slike, predstavljene kot del likovne zbirke knjižnice, vključujejo portrete Williama Whitakerja, prečastitega Johna Radcliffa, Roberta Thyerja, prečastitega Francisa Roberta Rainesa in Elizabeth Leigh. Zbirka vključuje Alegorijo s Puttijem in Satirji, olje na platnu, pripisano umetniku in Nizozemcu Vincentu Sellaerju iz 16. stoletja.
Ena najobsežnejših zbirk se nanaša na živalski vrt Belle Vue Zoo and Gardens, najbolj znano zabaviščno atrakcijo in zoološki center v Manchestru, ki je deloval od leta 1830 do 1980-ih. Zbirka vsebuje na tisoče plakatov, programov in fotografij ter finančne in poslovne dokumente lastnika Johna Jennisona; veliko število elementov v tej zbirki je na voljo v digitalizirani obliki na spletu. Dotacija v višini 45.000 GBP iz leta 2014, ki jo je pridobila Chethamova knjižnica, je kustosom omogočila, da prek projektov digitalizacije dajo zbirko na voljo spletnim uporabnikom.

## Katalogi in iskalni pripomočki
Katalogi tiskovin ter arhivov in rokopisov, ki jih hrani Chethamova knjižnica, so na voljo na spletu.

## Zgodovina
Graščina Lord of the Manor v središču srednjeveškega mesta Manchester je stala na pečini peščenjaka, ob sotočju reke Irwell in reke Irk. Leta 1421 je rektor župnijske cerkve Thomas de la Warre (gospodar graščine Manchester) od Henrika V. pridobil dovoljenje za ponovno ustanovitev cerkve kot kolegijske ustanove. Svojo graščino je podaril v uporabo kot duhovniška poslopja za kolegijsko cerkev (kasneje stolnico). Tam je bilo bivališče za upravnika, osem sodelavcev, štiri uradnike in šest pevcev.
Manchester Free Grammar School for Lancashire Boys je bila zgrajena med cerkvijo in stavbami kolidža med letoma 1515 in 1518. Kolidž je bil leta 1547 razpuščen z zakonom Chantries Act in prodan grofu Derbyju. Kraljica Marija I. Angleška jo je ponovno ustanovila kot katoliško fundacijo, ponovno pa jo je razpustila protestantska kraljica Elizabeta I. Angleška Leta 1578 je bila kolegijska cerkev z listino ponovno ustanovljena kot Christ's College in jo je ponovno zasedal upravnik in sodelavci. V državljanski vojni so ga uporabljali kot zapor in arzenal.
Leta 1653 so bile stavbe kolidža kupljene z zapuščino Humphreyja Chethama za uporabo kot brezplačna knjižnica in dobrodelna šola. Takrat na severu Anglije ni bilo možnosti za neodvisen študij in Chethamova oporoka iz leta 1651 je določala, da mora biti knjižnica »za uporabo učenjakov in drugih dobro prizadetih«, knjižničarju pa je naročilo, »naj od nikogar ne zahteva ničesar. ki pride v knjižnico«. 24 feoffejev (skrbnik, ki ima fevd), ki jih je imenoval Humphrey Chetham, se je odločilo pridobiti veliko zbirko knjig in rokopisov, ki bi zajemala celotno paleto razpoložljivega znanja in bi se kosala s univerzitetnima knjižnicama v Oxfordu in Cambridgeu. Da bi novo pridobljene knjige zaščitili pred dvigajočo se vlago, so knjižnico namestili v prvo nadstropje in v skladu z določili Chethamove oporoke knjige priklenili na knjižne omare. Štiriindvajset izrezljanih hrastovih stolov z držali v obliki črke S (ki so še vedno v uporabi) so bili predvideni kot sedeži za bralce.
Leta 1718 so skrbniki manchesterskemu pesniku in izumitelju sistema stenografije Johnu Byromu ponudili mesto oskrbnika knjižnice. Byrom, ki je bil navdušen zbiralec knjig, je ponudbo zavrnil, a potem ko je njegov dober prijatelj Robert Thyer leta 1732 postal knjižničar, je pogosto deloval kot agent za knjižnico in kupoval knjige na londonskih dražbah. Byromovo knjižnico, ki je vključevala rokopis njegove pesmi Christmas Day (ki je postala božična pesem Christians Awake) in približno 2800 tiskanih knjig, je knjižnici podaril njegov potomec Eleanora Atherton leta 1870.
Knjige prvotno niso bile katalogizirane in so bile v tiskarnah v vrstnem redu velikosti. Prvi katalog je bil izdelan šele leta 1791, nato pa je bil napisan v latinici in je vseboval samo velikost in temo vsake knjige. Praksa veriženja knjig je bila opuščena sredi 18. stoletja, ko so bila postavljena vrata za preprečevanje kraje.
Chetham's je bil kraj srečanja Karla Marxa in Friedricha Engelsa, ko je Marx poleti 1845 obiskal Manchester. Faksimile ekonomskih knjig, ki sta jih preučevala, je mogoče videti na mizi v okenski niši, kjer sta se srečala. Raziskave, ki so se jih lotili med tem nizom obiskov knjižnice, so na koncu pripeljale do njihovega dela Komunistični manifest. Zato knjižnica deluje kot zgodovinsko pomembna lokacija za obisk komunistov.
Stavbe so prizidali J. E. Gregan (1850), Alfred Waterhouse (1878) (razred II) in J. Medland Taylor (1883–95). Manchestrsko gimnazijo so leta 1870 razširili vzdolž Long Millgate. Gimnazija Manchester se je v 1930-ih preselila v Fallowfield in potem, ko je bila več let prazna, je bila prvotna stavba med drugo svetovno vojno uničena, tako da je ostal le njen novi blok. Ta je leta 1978 postal del Chethamove šole za glasbo. Stara stavba kolidža, ki je leta 1969 postala glasbena šola, še vedno vključuje Chethamovo knjižnico in je na seznamu zaščite stopnje I. Fragment križa iz 17. stoletja je bil leta 1913 premeščen v vrtove knjižnice in je uvrščen v razred II.

## Knjižničarji
Pretekli knjižničarji so bili Robert Thyer (1709–1781), ki je postal knjižničar leta 1732. Peter Hordern (umrl 1836) je bil knjižničar in tudi duhovnik kapele svetega Klementa v Chorltonu. Thomas Jones je bil na položaju od 1845 do 1875; v njegovem času se je velikost knjižnice več kot podvojila (z 19.000 zvezkov na 40.000 zvezkov). Leta 1862 in 1863 je izdelal tudi dvodelni katalog knjižnične zbirke.